# Dinghy 12 pés

Ilustração de uma embarcação da classe Dinghy 12 pés.

A classe internacional Dinghy 12 pés, ora estilizada Dinghy 12', é uma classe de iates clássicos de corrida. Ela foi projetada por George Cockshott, um designer de barcos amador de Southport em um concurso de 1912, mas ele não esperava que sua idealização se tornasse uma classe olímpica anos mais tarde. Trata-se de um bote leve dotado de catboat, equipado com uma vela de terceira retranca (rig de camarão), muito semelhante ao rig houari. A classe foi selecionada para os Jogos Olímpicos de Verão de 1920 e 1928.
Desde a revogação do status internacional, a Dinghy 12' tornou-se uma classe nacional em muitos países. Isso, no entanto, resultou em desvios nas regras de classe entre as diferentes nacionalidades. Hoje, a série ainda está muito ativa nos Países Baixos e na Itália.